# Ichneumon piceus
Ichneumon piceus là một loài tò vò trong họ Ichneumonidae.